# 鈍吻鮭
钝吻鳟（学名：Salmo obtusirostris）也称亚得里亚鳟（Adriatic trout）或亚得里亚鲑（Adriatic salmon），為輻鰭魚綱鮭形目鮭科的一種淡水鱼，被IUCN列為次級保育類動物。其种加词“obtusirostris”意为“钝吻的”。

## 分布
本魚分布於歐洲阿爾巴尼亞、蒙特內哥羅及克羅埃西亞。

## 特徵
本魚體呈紡錘狀，略側扁，唇厚且鈍，上頷略為突出，體被圓鱗，體背褐色，體側及腹部銀白色，密布黑色及橘色鑲白邊的斑點，各鰭褐色，尾鰭凹入，體長可達70公分。

## 生態
本魚棲息在高山具高溶氧量的溪流，每年4至5月為繁殖期，屬肉食性。

## 經濟利用
為食用魚，但因過度捕撈，有瀕臨絕種的危機。